# Xylophrurus bicolor
Xylophrurus bicolor là một loài tò vò trong họ Ichneumonidae.